# Звонарёв, Даниил Валерьевич
Даниил Валерьевич Звонарёв (укр. Данило Валерійович Звонарьов, позывной — Янык; 15 июля 1998, Чернобаевка — 23 июля 2023, Марьинка) — украинский военнослужащий, солдат, участник российско-украинской войны. Герой Украины (2024, посмертно).

## Биография
Родился 15 июля 1998 года в селе Чернобаевка Херсонской области. Там же получил образование, жил и работал торговым представителем.
В августе 2022 года, во время полномасштабного вторжения России в Украину, был призван в ряды Вооружённых сил Украины. После прохождения обучения стал военнослужащим 79-й отдельной десантно-штурмовой бригады, где занимал должность старшего сапёра.
Погиб 23 июля 2023 года в бою в районе города Марьинка Донецкой области в результате артиллерийского обстрела. Похоронен в родном селе Чернобаевка.

## Награды
- Звание «Герой Украины» с удостоением ордена «Золотая Звезда» (23 августа 2024, посмертно) — за личное мужество и героизм, проявленные в защите государственного суверенитета и территориальной целостности Украины, верность военной присяге[2].